# Drago Meštrović
Drago Meštrović (Sarajevo, 16. travnja 1943. – Zagreb, 4. ožujka 2010.) je bio hrvatski kazališni, televizijski i filmski glumac.

## Filmografija

### Televizijske uloge
- "Putovanje u Vučjak" kao Luka (1986.)
- "Vjetrovi rata" kao poljski vojnik #2 (1983.)
- "Mačak pod šljemom" (1978.)
- "Nikola Tesla" (1977.)
- "Gruntovčani" kao Matula Štuban (1975.)
- "Sam čovjek" kao lihvar #1 (1970.)

### Filmske uloge
- "Zamrznuti kadar" (1999.)
- "Djed i baka se rastaju" kao Bum (1996.)
- "Isprani" (1995.)
- "Trideset konja" (1988.)
- "Nitko se neće smijati" kao konobar (1985.)
- "Uzbuna" (1983.)
- "Samo jednom se ljubi" (1981.)
- "Poglavlje iz života Augusta Šenoe" (1981.)
- "Bombaški proces" kao Milovanović (1978.)

## Sinkronizacija
- "Pepeljuga" kao Vojvoda

## Vanjske poveznice
- Drago Meštrović u internetskoj bazi filmova IMDb-u (engl.)
- Vijest o smrti glumca